# Saint-Cirgues-sur-Couze
Pour les articles homonymes, voir Saint-Cirgues.
Saint-Cirgues-sur-Couze est une ancienne commune française, située dans le département du Puy-de-Dôme en région Auvergne-Rhône-Alpes, devenue, le 1er janvier 2025, une commune déléguée de la commune nouvelle des Deux-Rives.
Elle fait partie de la communauté d'agglomération Agglo Pays d'Issoire et de l'aire d'attraction de Clermont-Ferrand, et était peuplée de 348 habitants en 2022.

## Géographie
Ce village s'est tranquillement développé au bord de la Couze Pavin, là où la vallée commence à s'élargir.
|               | Chidrac                 |          |
| Saint-Vincent | Saint-Cirgues-sur-Couze | Meilhaud |
|               | Tourzel-Ronzières       |          |

### Climat
Pour des articles plus généraux, voir Climat d'Auvergne-Rhône-Alpes et Climat du Puy-de-Dôme.
En 2010, le climat de la commune est de type climat océanique altéré, selon une étude du Centre national de la recherche scientifique s'appuyant sur une série de données couvrant la période 1971-2000. En 2020, Météo-France publie une typologie des climats de la France métropolitaine dans laquelle la commune est exposée à un climat de montagne ou de marges de montagne et est dans la région climatique  Nord-est du Massif Central, caractérisée par une pluviométrie annuelle de 800 à 1 200 mm, bien répartie dans l’année. 
Pour la période 1971-2000, la température annuelle moyenne est de 10,7 °C, avec une amplitude thermique annuelle de 15,9 °C. Le cumul annuel moyen de précipitations est de 646 mm, avec 7,6 jours de précipitations en janvier et 6,7 jours en juillet. Pour la période 1991-2020, la température moyenne annuelle observée sur la station météorologique de Météo-France la plus proche, « Issoire », sur la commune d'Issoire à 8 km à vol d'oiseau, est de 12,0 °C et le cumul annuel moyen de précipitations est de 610,7 mm,. Pour l'avenir, les paramètres climatiques de la commune estimés pour 2050 selon différents scénarios d'émission de gaz à effet de serre sont consultables sur un site dédié publié par Météo-France en novembre 2022.

## Urbanisme

### Typologie
Au 1er janvier 2024, Saint-Cirgues-sur-Couze est catégorisée bourg rural, selon la nouvelle grille communale de densité à sept niveaux définie par l'Insee en 2022.
Elle est située hors unité urbaine. Par ailleurs la commune fait partie de l'aire d'attraction de Clermont-Ferrand, dont elle est une commune de la couronne,. Cette aire, qui regroupe 209 communes, est catégorisée dans les aires de 200 000 à moins de 700 000 habitants,.

### Occupation des sols
L'occupation des sols de la commune, telle qu'elle ressort de la base de données européenne d’occupation biophysique des sols Corine Land Cover (CLC), est marquée par l'importance des territoires agricoles (74,3 % en 2018), en diminution par rapport à 1990 (78,8 %). La répartition détaillée en 2018 est la suivante : terres arables (61,7 %), forêts (13,7 %), zones agricoles hétérogènes (12,6 %), zones urbanisées (12 %). L'évolution de l’occupation des sols de la commune et de ses infrastructures peut être observée sur les différentes représentations cartographiques du territoire : la carte de Cassini (XVIIIe siècle), la carte d'état-major (1820-1866) et les cartes ou photos aériennes de l'IGN pour la période actuelle (1950 à aujourd'hui).

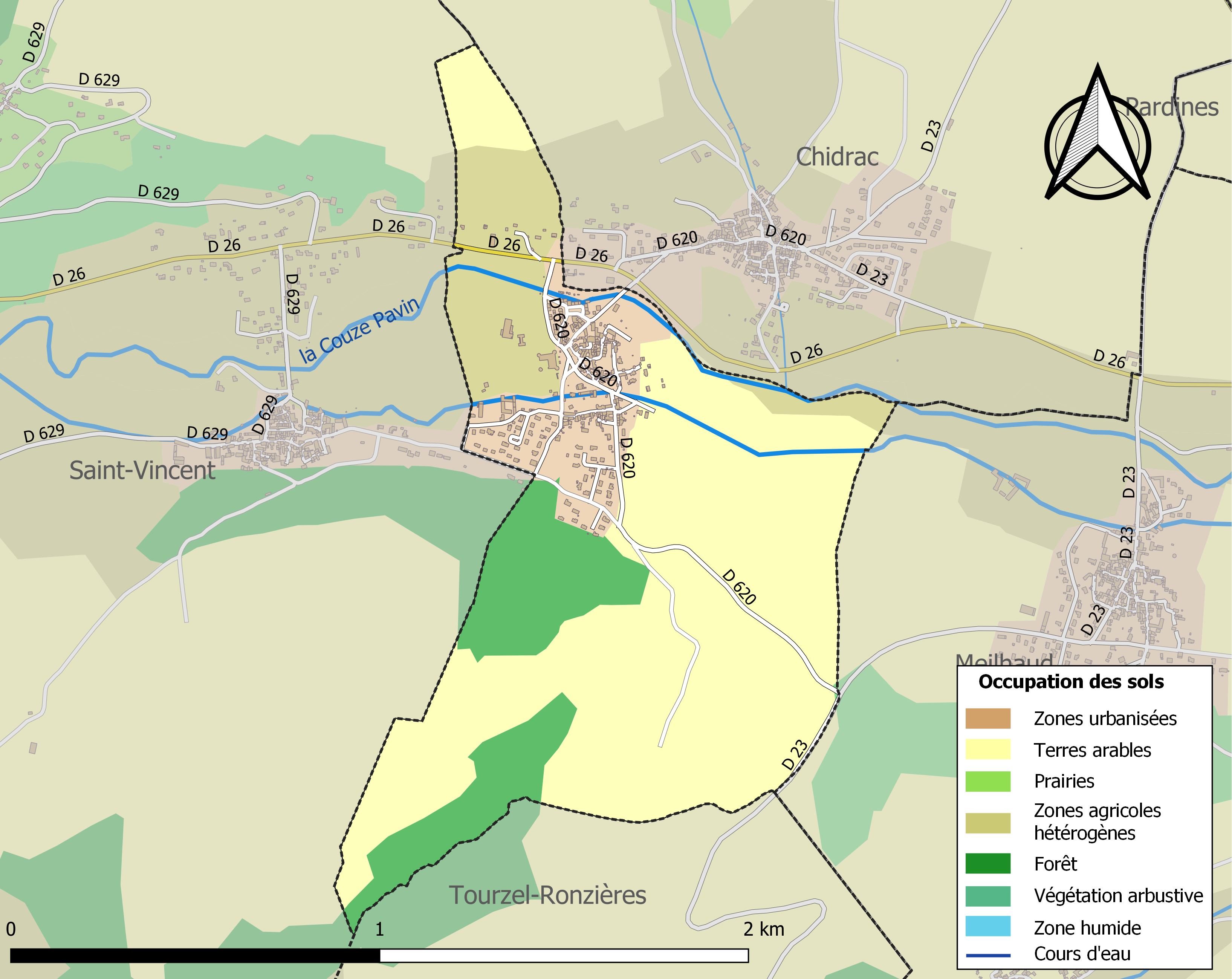
Carte des infrastructures et de l'occupation des sols de la commune en 2018 (CLC).

## Toponymie
Saint-Cirgues-sur-Couze doit pour partie son nom à saint Cyr, jeune martyr de la chrétienté au IVe siècle dont le nom dont le nom Sant Cirgue en occitan a été adapté en Saint-Cirgues en français.

## Histoire
Au cours de la période révolutionnaire de la Convention nationale (1792-1795), la commune, alors nommée simplement Saint-Cirgues, a porté les noms de Marcelie et de Marcellus.
C'est en 1919 que le nom de Saint-Cirgues-sur-Couze a été adopté.
Le 1er janvier 2025, Chidrac et Saint-Cirgues-sur-Couze fusionnent en une commune nouvelle dénommée Les Deux-Rives.

## Politique et administration
Le maire Philippe Garnavault a été élu au premier tour (élection au scrutin majoritaire) mais un siège manquait, aux élections municipales de 2014. Le taux de participation est de 88,10 % au premier tour, 76,95 % au second tour.
| Période                                  | Période                        | Identité             | Étiquette | Qualité                   |
| ---------------------------------------- | ------------------------------ | -------------------- | --------- | ------------------------- |
| Les données manquantes sont à compléter. |                                |                      |           |                           |
| 2008                                     | 2014                           | Jean Chataing        |           |                           |
| 2014 (réélu en 2020)                     | En cours (au 4 septembre 2020) | Philippe Garnavault, |           | Fonctionnaire territorial |

## Population et société

### Démographie
L'évolution du nombre d'habitants est connue à travers les recensements de la population effectués dans la commune depuis 1793. Pour les communes de moins de 10 000 habitants, une enquête de recensement portant sur toute la population est réalisée tous les cinq ans, les populations de référence des années intermédiaires étant quant à elles estimées par interpolation ou extrapolation. Pour la commune, le premier recensement exhaustif entrant dans le cadre du nouveau dispositif a été réalisé en 2008.

En 2022, la commune comptait 348 habitants, en évolution de −1,14 % par rapport à 2016 (Puy-de-Dôme : +2,1 %, France hors Mayotte : +2,11 %).
| 1793 | 1800 | 1806 | 1821 | 1831 | 1836 | 1841 | 1846 | 1851 |
| ---- | ---- | ---- | ---- | ---- | ---- | ---- | ---- | ---- |
| 263  | 158  | 263  | 239  | 242  | 240  | 255  | 241  | 249  |

| 1856 | 1861 | 1866 | 1872 | 1876 | 1881 | 1886 | 1891 | 1896 |
| ---- | ---- | ---- | ---- | ---- | ---- | ---- | ---- | ---- |
| 225  | 221  | 236  | 234  | 270  | 257  | 273  | 252  | 234  |

| 1901 | 1906 | 1911 | 1921 | 1926 | 1931 | 1936 | 1946 | 1954 |
| ---- | ---- | ---- | ---- | ---- | ---- | ---- | ---- | ---- |
| 232  | 214  | 202  | 156  | 143  | 104  | 107  | 164  | 161  |

| 1962 | 1968 | 1975 | 1982 | 1990 | 1999 | 2006 | 2008 | 2013 |
| ---- | ---- | ---- | ---- | ---- | ---- | ---- | ---- | ---- |
| 210  | 272  | 235  | 304  | 268  | 273  | 285  | 288  | 342  |

| 2018 | 2022 | - | - | - | - | - | - | - |
| ---- | ---- | - | - | - | - | - | - | - |
| 349  | 348  | - | - | - | - | - | - | - |

## Culture locale et patrimoine

### Lieux et monuments
Le village de Saint-Cirgues possède un très intéressant château du début du XVIe siècle, dont l'allure générale de forteresse flanquée de grosses tours laisse néanmoins deviner quelques traits de parenté avec les châteaux de la Loire : comme Chenonceau, il fut en effet édifié par Thomas Bohier, seigneur de Saurier et de Saint-Cirgues, qui exerça de hautes charges auprès de plusieurs rois de France. De très nombreuses personnalités telles que la comtesse de Rupelmonde douce amie de Voltaire, la duchesse de Tourzel gouvernante de Louis XVI et d'autres (voir livret du docteur Emile Roux) ont été propriétaires de ce château prestigieux aujourd'hui à l'abandon à la suite d'un terrible incendie.

### Personnalités liées à la commune
- Antoine Bony-Cisternes, homme politique né le 15 décembre 1847 et décédé le 18 septembre 1928 dans la commune.